# Ambasada Zjednoczonych Emiratów Arabskich w Warszawie
Ambasada Zjednoczonych Emiratów Arabskich w Warszawie (arab. سفارة الامارات العربية المتحدة في بولندا) – placówka dyplomatyczna Zjednoczonych Emiratów Arabskich znajdująca się w Warszawie w Złotych Tarasach przy ul. Złotej 59.

## Siedziba
Stosunki dyplomatyczne nawiązano w 1989 roku, po czym Zjednoczone Emiraty Arabskie reprezentowała ambasada z siedzibą w Berlinie. Ambasadę w Warszawie otworzono w 2009 roku. Początkowo mieściła się w hotelu Sheraton przy ul. Prusa 2.